# 그녀는 예뻤다 (대한민국의 드라마)
《그녀는 예뻤다》는 2015년 9월 16일부터 2015년 11월 11일까지 MBC에서 방영된 수목드라마이다.

## 줄거리
주근깨 뽀글머리 '역대급 폭탄녀'로 역변한 혜진과 '초절정 복권남'으로 정변한 성준, 완벽한 듯 하지만 '빈틈 많은 섹시녀' 하리, 베일에 가려진 '똘끼충만 반전남' 신혁, 네 남녀의 재기발랄 로맨틱 코미디.

## 등장 인물

### 주요 인물
- 황정음 : 김혜진 역 - 관리팀 인턴 → 동화작가 (아역 : 정다빈)
- 박서준 : 지성준 역 - 더 모스트 부편집장 → 더 모스트 편집장 (아역 : 양한열)
- 고준희 : 민하리 역 - 아라호텔 컨시어지 지배인 (아역 : 이자인)
- 최시원 : 김신혁/데이빗 조셉 역 - 피쳐디렉터,소설가 'Ten'

### 김혜진의 가족
- 박충선 : 김중섭 역 - 김혜진의 아버지
- 이일화 : 한정혜 역 - 김혜진의 어머니
- 정다빈 : 김혜린 역 - 김혜진의 여동생

### 민하리의 가족
- 윤유선 : 차혜정 역 - 민하리의 친엄마
- 이병준 : 민용길 역 - 민하리의 아버지
- 서정연 : 나지선 역 - 민하리의 새엄마

### 진성 매거진 (관리팀)
- 김하균 : 부중만 역 - 관리팀 부장
- 조창근 : 광희 역 - 관리팀 사원
- 진혜원 : 이슬비 역 - 관리팀 인턴

### 더 모스트 편집팀
- 황석정 : 김라라 역 - 편집장,진성그룹 김태섭 회장의 여동생
- 신동미 : 차주영 역 - 패션디렉터 → 부편집장
- 안세하 : 김풍호 역 - 피쳐디렉터 → 진성매거진 부사장,진성그룹 김태섭 회장의 아들
- 강수진 : 주아름 역 - 뷰티에디터
- 박유환 : 김준우 역 - 패션어시스턴트
- 신혜선 : 한설 역 - 뷰티어시스턴트
- 차정원 : 정선민 역 - 어시스턴트
- 배민정 : 박이경 역 - 어시스턴트
- 임지현 : 이은영 역 - 어시스턴트

### 그 외 인물들
- 임강성 : 민하리에게 발등 찍히는 남자 역 (1,3회)
- 정헌 : 민하리의 남자친구 역 (1,4,5,8회)
- 임재민 : 김혜진이 일하는 술집의 손님 (1회)
- 서광재 : 면접관 역 - 김혜진이 면접 보는 곳의 면접관 (1회)
- 박설영 : 레스토랑 여직원 역 (1회)
- 서지연 : 교정&교열 프리랜서 (1회)
- 단우 : 정현우 역 - 아라호텔 컨시어지 (2,3,8,10회)
- 강구름 : 한나 역 - 아라호텔 컨시어지 (3,4회)
- 이창 : 술에 취한 김혜진을 민하리랑 같이 부축하는 남자 역 (4,11,14회)
- 최민금 : 더 모스트 편집팀 청소직원 역 - 김혜진이 퍼즐 못 봤냐고 물어봄 (5회)
- 서민경 : 민하리가 버린 구두를 발견한 사람 (5,6회)
- 황석정 : 고깃집 사장 역 (7회)
- 김보리 : 김인숙 역 - 헤어디자이너 (9회)
- 동윤석 : 더 모스트 창간 20주년 기념행사 스탭 역 - 사회자에게 오프닝 늦춘다고 얘기함 (9회)
- 이채경 : 이이은 역 - 동화작가 (10,15,16회)
- 정현석 : 강포토 역 - 카페에서 지성준과 같이 회의하는 남자 (12회)
- 이나경 : 동화작가 이이은의 작가 동료 중 한 명 (15,16회)
- 최나무 : 더 모스트 직원 (16회)
- 이우신 : 면접관 역 - 민하리가 면접 보는 곳의 면접관 (16회)
- 남정희 : 701호 투숙객 역 - 민하리에게 트렁크 바퀴가 고장나서 수리해야 하는데 어디다 맡기면 되냐고 물음 (16회)
- 박충렬

### 특별 출연
- 안상태 : 마트 직원 역 (1회)
- 레이 양 : 행인 역 - 지성준이 김혜진이라고 착각한 사람 (1회)
- 박영재 : 뚱보 행인 역 - 김혜진이 지성준이라고 착각한 사람 (1회)
- 이연희 : 버스정류장 광고판에 있는 광고모델 (1,2,3,6,9회)
- 김성오 : 술집에서 민하리에게 작업거는 남자 역 (3회)
- 이혜정 : 모델 역 (8회)
- 김준현 : 버스정류장 광고판에 있는 광고모델 (8회)
- 김제동 : 김제동 역 - 더 모스트 창간 20주년 기념행사 사회자 (9회)
- 이상훈 : 영화 감독 역 - 김신혁이 인터뷰 함 (11회)
- 김보민 : 지연우 역 - 지성준과 김혜진의 딸 (16회)

## 시청률
아래의 파란색 숫자는 '최저 시청률'이고, 빨간색 숫자는 '최고 시청률'입니다. 시청률조사회사와 지역별로 시청률에 차이가 있을 수 있습니다.
| 2015년      | 2015년      | 2015년         | 2015년       | 2015년         | 2015년       |
| 회차        | 방송일      | TNmS 시청률    | TNmS 시청률  | AGB 시청률     | AGB 시청률   |
| 회차        | 방송일      | 대한민국(전국) | 서울(수도권) | 대한민국(전국) | 서울(수도권) |
| ----------- | ----------- | -------------- | ------------ | -------------- | ------------ |
| 제1회       | 9월 16일    | 4.9%           | 5.8%         | 4.8%           | 5.0%         |
| 제2회       | 9월 17일    | 7.1%           | 8.1%         | 7.2%           | 7.8%         |
| 제3회       | 9월 23일    | 8.0%           | 9.1%         | 8.5%           | 9.4%         |
| 제4회       | 9월 24일    | 7.8%           | 8.8%         | 9.9%           | 9.9%         |
| 제5회       | 9월 30일    | 9.0%           | 10.8%        | 10.7%          | 11.9%        |
| 제6회       | 10월 1일    | 8.4%           | 10.4%        | 10.2%          | 11.3%        |
| 제7회       | 10월 7일    | 11.8%          | 13.7%        | 13.1%          | 14.2%        |
| 제8회       | 10월 8일    | 13.2%          | 15.4%        | 14.5%          | 16.3%        |
| 제9회       | 10월 15일   | 16.2%          | 19.1%        | 16.7%          | 17.9%        |
| 제10회      | 10월 21일   | 15.3%          | 17.4%        | 17.3%          | 19.7%        |
| 제11회      | 10월 22일   | 17.2%          | 19.7%        | 17.7%          | 19.2%        |
| 제12회      | 10월 28일   | 15.5%          | 17.8%        | 16.5%          | 17.9%        |
| 제13회      | 10월 29일   | 15.0%          | 17.5%        | 18.0%          | 19.8%        |
| 제14회      | 11월 4일    | 15.3%          | 17.4%        | 15.9%          | 17.8%        |
| 제15회      | 11월 5일    | 15.0%          | 17.8%        | 16.9%          | 18.7%        |
| 제16회      | 11월 11일   | 15.0%          | 17.7%        | 15.9%          | 17.7%        |
| 평균 시청률 | 평균 시청률 | 12.2%          | 14.2%        | 13.4%          | 14.7%        |

## 참고 사항
- KBS가 야심차게 기획한 지상파 유일의 사전 제작 드라마 '태양의 후예'가 해외 판권 독점 계약을 위한 사전 심의 기간을 염두에 두고, 본방송 시점을 KBS 드라마본부 측에서 2016년 2월 24일로 최종 확정됨에 따라, 시청률 1위를 탈환한 사실이 있었다.
- 해당 드라마는 종영한지 2년 만에 표량적이혜진으로 리메이크 되었고 중국판은 디리러바와 성일륜이 연기하였다.
- 2021년, 그녀는 예뻤다라는 제목으로 일본에서 리메이크되었으며 나카지마 켄토와 코시바 후카가 연기하였다.

## 수상 경력
- 2015년 MBC 연기대상 방송 3사 드라마 PD가 뽑은 올해의 연기자상 / 미니시리즈부문 최우수 여자연기상 / 여자 인기상 / 10대 스타상 황정음
- 2015년 MBC 연기대상 미니시리즈 남자 우수상 / 10대 스타상 / 남자 인기상 박서준
- 2015년 MBC 연기대상 베스트조연상 미니시리즈 부문 황석정
- 2015년 MBC 연기대상 아역상 양한열
- 2015년 MBC 연기대상 작가상 조성희
- 2016년 제43회 한국방송대상 중단편드라마부문 작품상
- 2016년 제43회 한국방송대상 연기자상 황정음

## 결방 사유
- 2015년 10월 14일 : MBC 스포츠 2015년 KBO 리그 준플레이오프 4차전 중계방송과 MBC 뉴스데스크 지연 방송으로 인해 결방.

## 같이 보기
KBS 수목드라마
- 《어셈블리》

SBS 수목드라마
- 《마을 - 아치아라의 비밀》